# Егидије
Егидије (лат: Aegidius, умро 464), био је западноримски војсковођа.
Око 450. године постао је врховни заповедник римске војске у Галији (magister militum per Galliam), а 457. је помогао успон на престо свог старог ратног друга Мајоријана. Када је Мајоријан изгубио и престо и главу 461. Егидије се одметнуо од царског двора који је у потпуности сада контролисао војсковођа Рицимер. У северној Галији, са центром у Соасону, Егидије је са успехом ратовао са Визиготима и спречио их да прошире власт на територије северно од реке Лоаре. Рат са Визиготима вођен је са успехом делимично и захваљујући савезу са Хилдериком I, меровиншким краљем Салијских Франака. По Гргуру Турском, када су Хилдериха протерали његови саплеменици, Егидије је до његовог повратка владао Францима као њихов краљ. Егидије је 464. убијен на Лоари под неразјашњеним околностима. Његов син Сијагрије владао је управљао северном Галијом до 480. у име западноримских царева. Страдао је у сукобу са Хлодовехом 486. или 487. после изгубљене битке код Соасона.